# Croix de cimetière de Saint-Cyprien-sur-Dourdou
La croix de cimetière de Saint-Cyprien-sur-Dourdou est une croix située à Saint-Cyprien-sur-Dourdou, en France.

## Localisation
La croix est située sur la commune de Saint-Cyprien-sur-Dourdou, dans le département français de l'Aveyron.

## Historique
L'édifice est construit dans la 2ème moitié du 15ème siècle.  Il est classé au titre des monuments historiques en 1958.